# Front Pembela Islam
Front Pembela Islam (Indonesisch voor: “Front ter verdediging van de Islam” of vaak afgekort als FPI) is een Islamistische organisatie in Indonesië. De FPI staat bekend om haar “handhavingsacties” jegens niet-Islamitische activiteiten, voornamelijk tijdens de vastenmaand Ramadan. Deze handhavingsacties worden uitgevoerd door haar paramilitaire groep of knokploeg, de Laskar Pembela Islam (“Militie ter verdediging van de Islam”).
De FPI werd opgericht in augustus 1998. De acties van de FPI worden vaak bekritiseerd omdat deze organisatie vaak voor eigen rechter speelt. De FPI reageert daarentegen dat zij deze acties uitvoert omdat zij vaststelt dat de politie geen initiatief toont om navenante acties uit te voeren.
Niet zelden behelzen de acties van de FPI vernielingen van eigendommen, bijvoorbeeld door de ruiten van de discotheken en bars te vernielen. Ofschoon zij vaak waarschuwingen van de politie ontvangen gaan zij door met deze acties.
Hoewel de organisatie de Islam zegt uit te dragen, zijn de handelingen van de FPI volgens velen in strijd met de leer en de principes van de Islam. De handelingen hebben dan ook vaak meer weg van vandalisme.
De voorzitter van de organisatie is op dit moment Habib Muhammad Riziek Syihab. Hij werd na het zogenaamde 'Nationale Monument Incident' gearresteerd.